# Gustavo Guadalupe Gutiérrez
Gustavo Guadalupe Gutiérrez, conocido como GGG (Tepatitlán de Morelos, Jalisco, 1 de noviembre de 1996), es un futbolista mexicano, juega como portero y su actual equipo es el Tepatitlán F.C. de la Liga de Expansión MX.

## Trayectoria

### Deportivo Toluca Fútbol Club
GGG debutó el día domingo 17 de octubre de 2021 en la derrota por 2-0 del Deportivo Toluca Fútbol Club ante el Club Deportivo Guadalajara.